# Clément-Marie Hofbauer
Pour l’article homonyme, voir Hofbauer.
Clément-Marie Hofbauer (en allemand Klemens Maria Hofbauer) est un prêtre rédemptoriste né à Tasovice en Moravie le 26 décembre 1751, et mort le 15 mars 1820. Célèbre prédicateur, il fut vicaire général des Rédemptoristes à Vienne, à l'époque de la restauration de Metternich.   
Il exerça une influence profonde sur la vie religieuse de l’Europe centrale à la charnière des XVIIIe et XIXe siècles ; représentant actif de la réaction romantique religieuse qui caractérise la première partie du XIXe siècle, il contribua à faire reculer le joséphisme (mainmise de l'État sur l'Église) et, par la fondation de maisons de son ordre, notamment en Pologne, à promouvoir l'évangélisation des milieux populaires.   
Béatifié en 1888 par le pape Léon XIII, il est canonisé en 1909 par le pape Pie X. Sa fête est le 15 mars.  

## Biographie
Né Jean Dvorak Hofbauer, il se fait ermite, dès qu'il le peut, sous le nom de Clément-Marie. Nourri de la spiritualité et des écrits de saint Alphonse de Liguori, il entre en 1784 dans la congrégation encore modeste de l’ordre napolitain des rédemptoristes dont il est le premier membre non italien. Sa foi et sa personnalité inébranlables, sa nature d’homme de terrain, le font nommer vicaire général transalpin en 1785, alors qu’aucun membre de son ordre n’a encore quitté l’Italie. 
Il séjourne à Vienne où il est formé à la catéchèse dans les écoles normales joséphistes jusqu’en 1786. Puis il part en Pologne, car la congrégation n’était pas autorisée à fonder des couvents en Autriche où, depuis le joséphisme, de nombreuses propriétés conventuelles avaient été supprimées et où une propagande anticléricale brocardait les formes traditionnelles de la piété.
Hofbauer développe une pastorale toute de rigueur et d’humanité pour revitaliser le catholicisme de son temps. Formé par des hommes des Lumières, il ne renie pas la raison mais insiste sur l’importance de la Révélation. Ses préoccupations sont pédagogiques et sociales. C’est à Varsovie qu’il fonde dans les années 1780 une première maison d’éducation pour les filles abandonnées et qu’il s’attire l’amitié du roi Poniatowski. Pendant une vingtaine d'années, le père Hofbauer crée et anime une mission perpétuelle et suscite de nombreux postulants. Il choisissait les meilleurs orateurs et les meilleurs musiciens.
En 1806, Napoléon Ier le fait expulser et disperse sa congrégation. De son petit appartement de Vienne, il sera, jusqu'à sa mort, le guide spirituel des romantiques allemands - Dorothea et Frédéric Schlegel, Adam Müller, Zacharias Werner, Friedrich August von Klinkowström (de), etc, des intellectuels, des artistes et des étudiants. Son charisme, ses prédications et les conversions qui s'ensuivirent le firent nommer « l'apôtre de Vienne ».

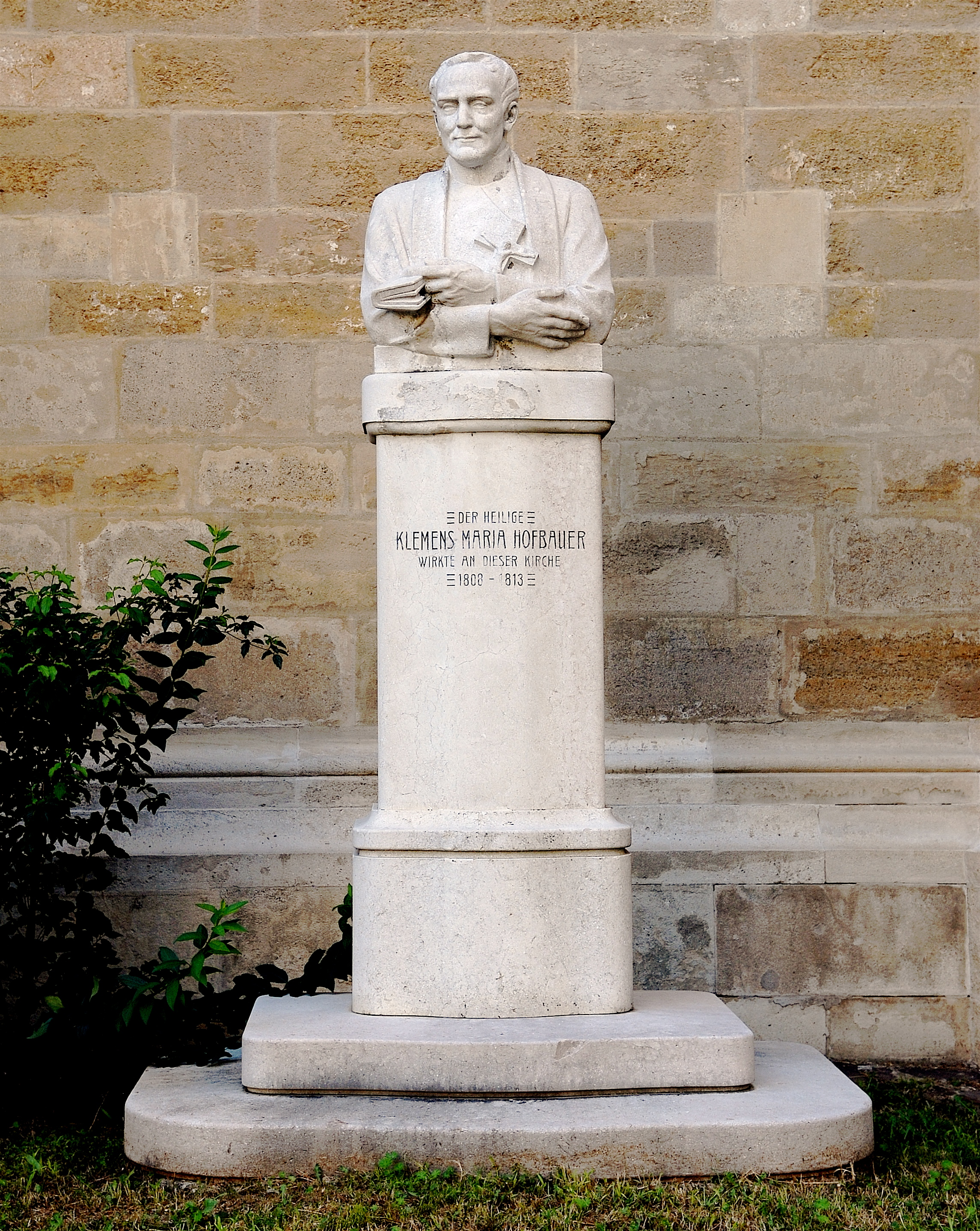
Statue de saint Clément-Marie Hofbauer, église des Frères mineurs, Vienne.

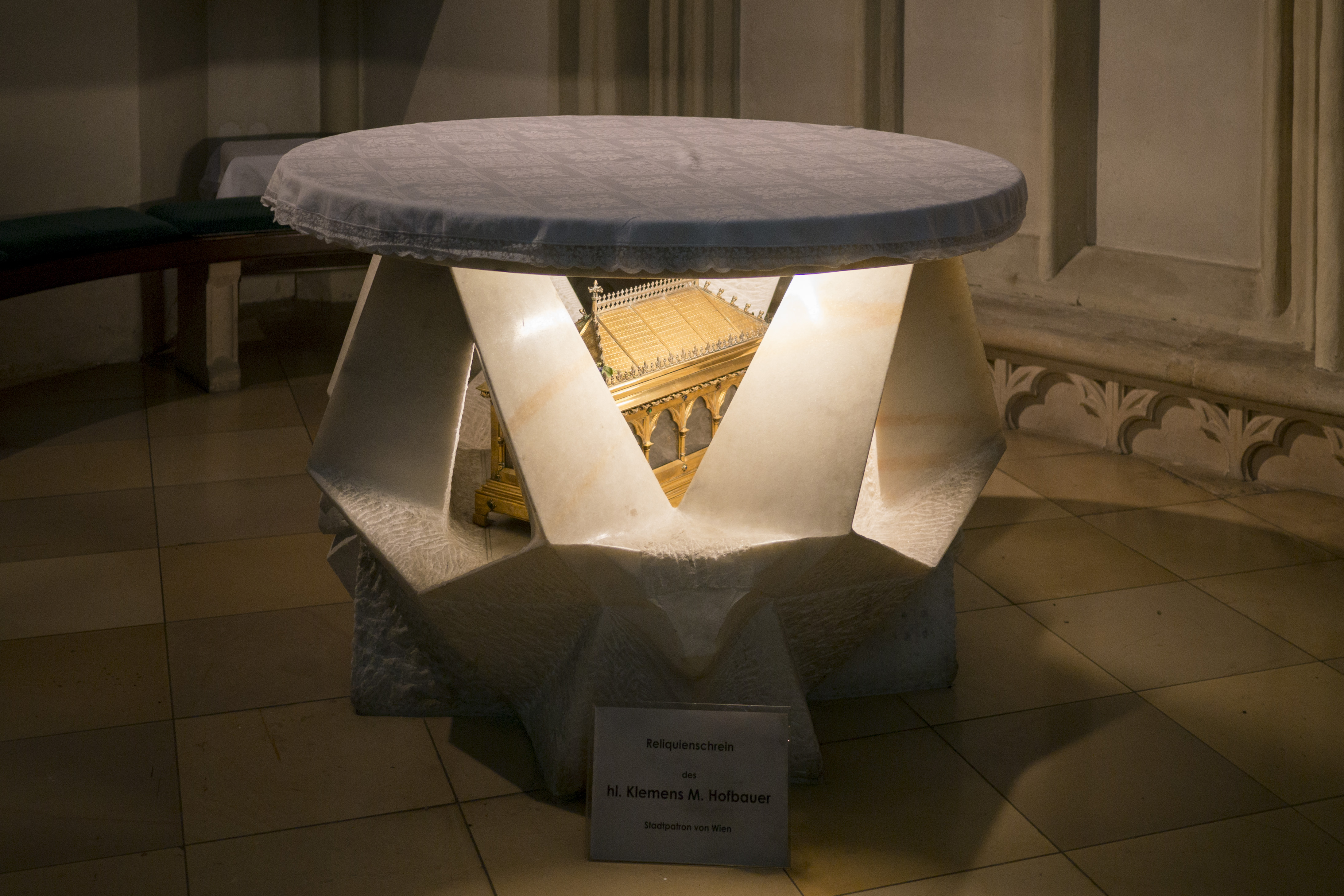
Autel-reliquaire d'Oskar Höfinger (1987), église Notre-Dame-du-Rivage, Vienne.

Du fait de son influence dans les domaines de la pastorale, mais aussi de la pédagogie et de la politique sociale qu'il promouvait, lui et son groupe furent qualifiés de "parti de Hofbauer" ("Hofbauerpartei"). Autour de ce cercle gravitent des hommes comme Joseph Anton von Pilat (de), le secrétaire du chancelier impérial von Metternich, ou l'archiduc Maximilien Joseph d'Autriche-Este, frère de l'impératrice.
Le soir, Clément Hofbauer réunit chez lui des artisans, des ouvriers et des soldats. Ses qualités humaines, son langage direct, le font apprécier des élites comme des couches populaires.
L’apogée de son action se situe entre 1810 et 1813. Avec Schlegel, Adam Müller et Klinkowström, il projette d’ouvrir deux institutions d’enseignement : sous le patronage de l'archiduc Maximilien-Joseph, le « Maximilianeum » pour former les jeunes aristocrates à diriger l'État et un institut pour élèves de toutes les conditions. Le premier sera interdit car l’on craint notamment des positions trop anti-françaises (surtout de Müller, vu comme un transfuge de la réaction prussienne) au moment du mariage de Napoléon et de l'archiduchesse Marie-Louise d'Autriche ; le second ouvrira en 1813. Hofbauer continue de s’engager dans de nombreuses actions caritatives.
Sur les instances du pape Pie VII, l'empereur François Ier d'Autriche signe, le 19 avril 1820, le décret autorisant la congrégation du Père Hofbauer. Il meurt le 15 mars 1820. Les Viennois se réunissent en grand nombre à ses funérailles. Il est inhumé au cimetière des romantiques près de Mödling, au sud de Vienne.

## Postérité
Il est béatifié le 29 janvier 1888 par le Pape Léon XIII et canonisé le 20 mai 1909 par Pie X. Clément Hofbauer est vénéré comme le saint patron de la Moravie et de Vienne. Ses reliques sont conservées en l'église Notre-Dame-du-Rivage à Vienne. 
Il est commémoré le 15 mars selon le Martyrologe romain.

## Controverse
La lutte entre religion rationnelle et religion révélée trouva-t-elle avec Hofbauer un point d’équilibre ? Hofbauer est attaché aux valeurs traditionnelles, mais il souhaite les revivifier et, sur le plan religieux, ce n’est pas un dogmatique. Il donne l’exemple d’une foi vivante et solide. Il s’oriente vers une forme renouvelée du catholicisme, modernisée par un langage d'ouverture. Sur le plan politique, il œuvre à la restauration de l’ordre en Europe centrale, notamment par ses projets pédagogiques, mais s’engage aussi dans une politique sociale en faveur des plus défavorisés. Certains voient donc en lui le précurseur du catholicisme social autrichien, tandis que d’autres le considèrent comme un pur réactionnaire au service de la politique metternicienne.